# Chil-Ustun
Chil-Ustun es una cueva y un área geológica protegida (monumento natural) en las proximidades de Aravan, en Kirguistán. La cueva principal de Chil-Ustun tiene 380 metros de largo y consta de tres salas conectadas por pasillos estrechos y sinuosos. La sala más grande tiene 85 metros de largo, 40 metros de ancho y 20 metros de alto. Ha sido conocida desde la antigüedad y las inscripciones árabes en las paredes son prueba de ello.